# Idealismo (escatologia)
Idealismo (também chamado de abordagem espiritual, ou abordagem alegórica, ou abordagem não literal, e muitos outros nomes) na escatologia cristã é uma interpretação dos Livros proféticos do Antigo Testamento e do Livro do Apocalipse que vê todas as imagens que aparecem nestes como símbolos não-literais.
Estes símbolos são perpétuos e ciclicamente preenchidos em um sentido puramente espiritual (ou seja, não ligados a eventos históricos), durante o conflito entre o Reino de Deus e as forças de Satanás em todo o tempo do primeiro advento da Segunda vinda de Cristo.
Como tal, é distinta do Preterismo, Futurismo e Historicismo na medida em que não vê nenhuma das profecias (exceto em alguns casos, a Segunda Vinda e o Juízo Final), como sendo cumpridos em sentido literal, físico, terrestre, ou no passado, presente ou futuro.